# Cylindromyia signata
Cylindromyia signata är en tvåvingeart som först beskrevs av Townsend 1915.  Cylindromyia signata ingår i släktet Cylindromyia och familjen parasitflugor.
Artens utbredningsområde är Guatemala. Inga underarter finns listade i Catalogue of Life.